# English Vinglish
English Vinglish (Inglés para principiantes en Zee Mundo) es una película hindi dirigida por Shinde Gauri y producida por R. Balki. La película marca el regreso de Sridevi después de 14 años sabáticos. La película también cuenta con las actuaciones de Mehdi Nebbou, Adil Hussain y Priya Anand. En la película  Sridevi interpreta el papel central de un ama de casa, que se inscriba en un curso de inglés con el fin de complacer a su esposo y a su familia.

## Reparto
- Sridevi
- Priya Anand
- Mehdi Nebbou
- Adil Hussain
- Amitabh Bachchan (Invitado Especial)

## Producción
A comienzos del año 2011, se informó que Sridevi regresaría a una película que sería dirigida por el cineasta Gauri Shinde y producida por su marido R. Balki. Se dijo que Sridevi interpretaría el papel de una mujer que no sabía hablar inglés y las secuencias hilarantes que se llevan a cabo en el proceso de aprender el idioma constituye el resto de la historia.
Debido a la reaparición Sridevi después de más de una década, la película empezó a cosechar el entusiasmo de los medios. La película marca el debut en Bollywood debut de la actriz Priya Anand, cuyos trabajos anteriores se encuentran en el cine Tamil y Telugu. También es el debut como director de Gauri Shinde y se ha rodado principalmente en Nueva York. Balki también aclaró que, aparte de Sridevi, todos los actores de la película serán nuevos. El rodaje de la película terminó en octubre y contará con doblajes en Tamil y Telugu.